# Бомон сир Оаз
Бомон сир Оаз (фр. Beaumont-sur-Oise) је насељено место у Француској у региону Париски регион, у департману Долина Оазе.
По подацима из 2011. године у општини је живело 9228 становника, а густина насељености је износила 1647,86 становника/km².

## Демографија
| 1962. | 1968. | 1975. | 1982. | 1990. | 2011. |
| ----- | ----- | ----- | ----- | ----- | ----- |
| 6.778 | 7.315 | 8.008 | 8.004 | 8.151 | 9.228 |